# ديفيد جاي لان
ديفيد جاي لان (بالإنجليزية: David J. Lane)‏ هو دبلوماسي أمريكي، ولد في 1960.